# Du und ich und Klein-Paris
Du und ich und Klein-Paris ist eine deutsche Filmkomödie der DEFA von Werner W. Wallroth aus dem Jahr 1971. Sie beruht auf der 1968 erschienenen, gleichnamigen Erzählung von Rudi Strahl, der auch am Drehbuch beteiligt war.

## Handlung
Die 17-jährige Angelika zieht mit ihrer Familie von Torgau nach Leipzig. Die Eltern erhalten ihre Wohnung erst in sechs Wochen. Da Angelika ihr Abiturjahr jedoch komplett in einer Schule verbringen und nicht mitten in der 12. Klasse die Schule wechseln soll, zieht sie zunächst allein nach Leipzig und wohnt bis zum Nachkommen der Eltern zur Untermiete bei Opernsouffleuse Frau Häublein. Bei ihr ist auch Philosophiestudent und Radprofi Thomas Block, genannt Tommy, eingemietet. Er ist gar nicht begeistert von der neuen Mieterin, weil er ihretwegen in ein kleineres Zimmer umquartiert wird. Da Angelika zum gedankenverlorenen Melodiensummen neigt, regelmäßig das Bad blockiert und anscheinend mehrere Verehrer hat, ist die Stimmung zwischen beiden gespannt. Tatsächlich wird Angelika von zahlreichen Männern umschwärmt: Alle Jungen ihrer Klasse sind von ihr begeistert, auf der Fahrt nach Leipzig hat sie den Marineleutnant Hans-Dieter Hohmann kennengelernt, der ihr seitdem regelmäßig Briefe schreibt, und auch Fotograf Erwin Schmitt macht ihr den Hof – von Angelika, die sich ihrer Wirkung auf Männer nicht bewusst ist, alles vollkommen unbemerkt und mit naiver Freundlichkeit aufgenommen.
Auch Tommy ist von Angelika zunehmend verwirrt. Bei einem Radrennen steht eines Tages Angelika an der Strecke und feuert den in Führung liegenden Tommy begeistert an, sodass er sich zu ihr umdreht und prompt stürzt. Mit einer Hirnerschütterung muss er fortan das Krankenbett hüten und Angelika kümmert sich um ihn. Tommys Trainer Hennes sieht Angelikas Engagement mit gemischten Gefühlen. Tommy wiederum ist eifersüchtig auf die vielen Männer, die sich mit Angelika treffen, so holt auch ihr Schulfreund Harrer sie von zuhause ab. Als der nächste Mann an der Tür klingelt, reagiert Tommy genervt – es handelt sich jedoch um Angelikas Vater, der nach seiner Tochter sehen wollte. Tommy berichtet ihm von Angelikas zahlreichen Männerfreundschaften, doch der Vater weiß, dass seine Tochter vernünftig ist. Dennoch bittet er Tommy, auf Angelika aufzupassen und der nimmt die Aufgabe ernst.
Da Angelika mehr Zeit mit Harrer als mit den anderen Mitschülern verbringt, reagieren die Jungen ihrer Klasse abweisend und schneiden sie. Angelika kann sich den Grund dafür nicht erklären und ihre Lehrerin Meta Müller erkennt, dass Angelika vielfach noch naiv-kindlich reagiert. Erst jetzt sieht Angelika ihre Bekanntschaften im richtigen Licht. Als Fotograf Erwin, der sie für eine Lehrerin hält, sie ausführt, will sie ihm die Wahrheit über sich und ihr Alter sagen, doch kommt er ihr mit einem Kuss zuvor. Sie ohrfeigt ihn und flieht. Tommy, der alles mit angesehen hat, berichtet Erwin schließlich die Hintergründe. Die Klasse wiederum will sich mit Angelika aussprechen, doch eilt sie nach Hause, sodass alle Schüler sich schließlich in ihrem Zimmer versammeln und ihr ihr sorglos-liederliches Leben vorwerfen. Während Tommy im Nebenzimmer den Marineleutnant abwimmelt, der sich tatsächlich mit Angelika verloben will, erklärt Harrer seinen Mitschülern, dass er und Angelika nie ein Verhältnis hatten und er sie zu einem Treff sogar hereinlegen musste, weil sie dachte, es gehe um ein Treffen mit der Klasse. Am Ende erscheint Tommy und stellt sich vor Angelika. Er wirft den Schulkameraden vor, über ihre Mitschülerin zu richten, ohne sie zu kennen. Denn würden sie sie kennen, würden sie ihr nichts vorwerfen können.
Am Ende sind die sechs Wochen bei Frau Häublein um und Angelika zieht aus. Sie hat erkannt, dass Tommy wahrscheinlich der richtige für sie ist und küsst ihn beim Abschied. Beide werden sich auch in Zukunft oft sehen und haben Adressen ausgetauscht.

## Produktion
Du und ich und Klein-Paris wurde vor allem in Leipzig gedreht. Im Bild sind unter anderem das Völkerschlachtdenkmal, das Gohliser Schlösschen, der Musikpavillon im Clara-Zetkin-Park und der Schwanenteich sowie die Friedrich-Schiller-Schule in der Elsbethstraße und das Wackerbad in Gohlis Nord zu sehen. Das ehemalige Uni-Hochhaus in der Innenstadt ist beim Dreh noch im Bau. Trainingsfahrten der Radrennfahrer wurden in Kleinzschocher (Dieskaustraße, Gießerstraße, Schwartzestraße) gedreht. Das Radrennen bei dem Tommy stürzt, wurde im Duncker-Viertel gedreht. Jürgen Frohriep führt die Hauptdarstellerin mit seinem Wartburg 311 Kabriolett ins Rote Haus bei Bad Düben aus.
Leipzig erhielt in Johann Wolfgang von Goethes Faust I den übertragenen Beinamen Klein-Paris (Verse 2171/2172: „Mein Leipzig lob ich mir! Es ist ein klein Paris, und bildet seine Leute.“)
Der Film erlebte am 13. März 1971 in der Leipziger Filmbühne Capitol seine Premiere und lief am 19. März 1971 in den übrigen DDR-Kinos an. Am 6. Oktober 1972 wurde er erstmals auf DFF 2 im Fernsehen der DDR gezeigt.
Das Szenenbild stammt von Joachim Otto, die Kostüme schuf Isolde Warscycek. Es war der einzige Filmauftritt von Schlagersänger Klaus-Dieter Henkler, der hier Angelikas Mitschüler und Verehrer Harrer spielt. Regisseur Werner W. Wallroth ist in einem Cameoauftritt als Dirigent zu sehen.

## Kritik
Die zeitgenössische Kritik lobte den Film als fantasievoll, vergnüglich und ideenreich. „Ich kann mich nicht erinnern, daß eine unserer Städte je so heiter und lebensfroh ins Bild gebracht worden ist, wie es hier mit Leipzig geschehen ist“, so Friedrich Salow im Filmspiegel. Andere Kritiker monierten, dass der Film keinen Tiefgang besitze, und „den wirklich revolutionären Prozessen dieses Alltags ausweiche …“
Für den film-dienst war Du und ich und Klein-Paris ein „heiteres und unbeschwertes Porträt zweier junger Menschen in der DDR der frühen 70er Jahre; nicht immer überzeugend inszeniert.“